# Nexus 10
O Nexus 10 é um tablet codesenvolvido pelo Google e Samsung Electronics que executa o sistema operacional Android. É o segundo tablet da série Google Nexus, uma família de dispositivos de consumidor Android comercializados pelo Google e construídos por um parceiro OEM. Após o sucesso do Nexus 7 de 7 polegadas, o primeiro tablet Google Nexus, o Nexus 10 foi lançado com uma tela de 10,1 polegadas e 2560 × 1600 pixels, que era a tela de tablet de maior resolução do mundo na época de seu lançamento. O Nexus 10 foi anunciado em 29 de outubro de 2012 e ficou disponível em 13 de novembro de 2012.
O dispositivo está disponível em dois tamanhos de armazenamento, 16 GB por US$ 399 e 32 GB por US$ 499. Junto com o celular Nexus 4, o Nexus 10 lançou o Android 4.2 ("Jelly Bean"), que oferecia vários novos recursos, como: montagem panorâmica de fotos em 360° chamada "Photo Sphere"; um menu de configurações rápidas; widgets na tela de bloqueio; digitação por gestos; uma versão atualizada do Google Now; e várias contas de usuário para tablets.
O Google revelou o dispositivo em 29 de outubro de 2012 com reações mistas a favoráveis. Devido à alta demanda, o dispositivo esgotou rapidamente na Google Play Store. Desde o seu lançamento, o dispositivo passou por três grandes atualizações de software e atualmente pode ser atualizado para o Android 5.1.1 ("Lollipop"). Suporte de software oficial para versões Android após 5.1.1 não será oferecido; no entanto, os patches de segurança serão fornecidos pelo menos 3 anos após o lançamento do dispositivo.

## História
O Google estava programado para lançar o Nexus 10 junto com o Nexus 4 e o Android 4.2 em um evento de conferência na cidade de Nova York em 29 de outubro de 2012, no entanto, o evento foi cancelado por causa do furacão Sandy. Em vez disso, o dispositivo foi anunciado no mesmo dia em um comunicado de imprensa oficial no blog do Google, junto com o Nexus 4 e o Nexus 7 com capacidade para conectividade celular de 32 GB.
O Nexus 10 ficou disponível para venda nos Estados Unidos, Reino Unido, Austrália, França, Alemanha, Espanha e Canadá em 13 de novembro de 2012. O Japão deveria ser incluído no lançamento de 13 de novembro, mas o lançamento foi adiado. O tablet ficou disponível em 5 de fevereiro.
O Nexus 10 passou por padrões repetidos de disponibilidade nas Google Play Stores internacionais, enquanto a versão de 32 GB estava mais consistentemente fora de estoque. O Nexus 10 de 32 GB esgotou poucas horas após seu lançamento no Google Play, enquanto a versão de 16 GB ainda estava disponível para venda. As lojas do Google Play nos Estados Unidos e no Canadá receberam o Nexus 10 e esgotaram rapidamente.